# Aegna
Aegna (észtül Aegna saar, am. Aegna-sziget, 1929–1939 között Aigna vagy Eigna, németül Wulf, svédül Ulfsö) Észtország egyik szigete. A Tallinni-öbölben, a Viimsi-félszigettől másfél kilométerre helyezkedik el. Közigazgatásilag a fővároshoz, Tallinnhoz, azon belül annak Kesklinn kerületéhez tartozik. Tallinntól 13 km-re északra található, a legközelebbi szárazföldi település Rohuneeme 1,5 km-re van. Területe 3 km², legnagyobb szélessége 10 km. Állandó lakossága 2017-ben 11 fő volt.

## Története
A sziget valószínűleg ősidőktől lakott, erről az ott talált kultikus követ tanúskodnak. Aegna első írásos említése 1297-ből származik, amikor VI. Erik dán király megtiltotta a fakitermelést Aegnán és Naissaaron. Aegna szigete abban az időben valószínűleg Viimsi községhez tartozott. A szigeten a 15. században már állandó lakosok is éltek. Egy 1681-es összeírás szerint a szigeten akkor 10 gazdaság volt. Ebben az időben a lakosság vegyesen észt és svéd volt.

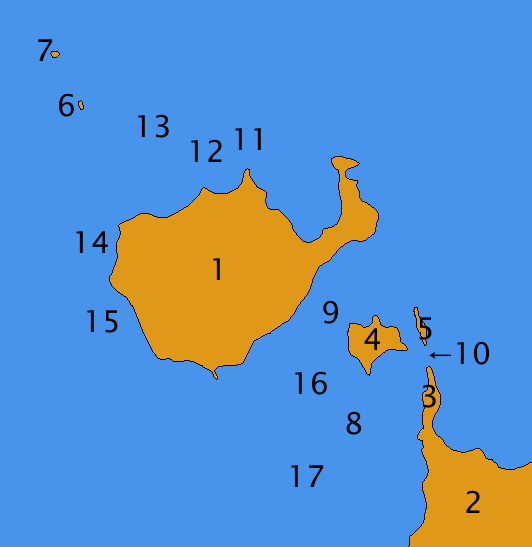
Aegna és környezete
1. Aegna
2. Viimsi-félsziget
3. Rohuneem
4. Kräsuli
5. Kumbli
6. Peenekarikrunn
7. Vullikrunn
8. Linnalaht
9. Suursalm
10. Väikesalm
11. Peldikukari
12. Lõhekari
13. Vahekivi
14. Liuhkakari
15. Sitakari
16. Angerjakari
17. Holgani kari